# Ezel
Ezel (en español: Eternidad) es una serie de televisión turca de 2009, producida por Ay Yapım. Está inspirada en la novela El conde de Montecristo de Alexandre Dumas y Auguste Maquet. En España, Telecinco fue la cadena que la estrenó a finales de 2009.

## Trama
Ömer Uçar es un joven que regresa del servicio militar. Días después es traicionado por sus amigos Ali y Cengiz, y por su prometida Eyşan. Es acusado de robo y asesinato, por lo que es sentenciado a cadena perpetua. En la cárcel, Ömer es torturado para que revele dónde estaba el dinero del robo, hasta que un día, un guardia le desfigura el rostro, entonces se aprovecha de esto para matarlo, desata un incendio; finge su propia muerte y logra escapar. 12 años después, en 2009, Ömer regresa y se recrea a sí mismo como Ezel, un exitoso jugador de póker desde el exterior, y su único deseo es el de tomar venganza contra quienes lo traicionaron, pero pronto verá que su amor por la mujer que lo traicionó puede seguir vivo. Los sentimientos son imborrables y al correr del tiempo revivirá muchos de ellos y conocerá las motivaciones que cada uno tuvieron para desatar la tragedia que le tocó vivir.

## Reparto
- Kenan İmirzalıoğlu como Ezel Bayraktar / Ömer Uçar.
- İsmail Filiz como Sęymą Bayraktar / Uçar
- Cansu Dere como Eyşan Tezcan.
- Yiğit Özşener como Cengiz Atay.
- Barış Falay como Ali "Pınzas" Kırgız.
- Tuncel Kurtiz como Ramiz Karaeski.
- Haluk Bilginer como Kenan Birkan.
- Salih Kalyon como Serdar Tezcan.
- Sedef Avcı como Bahar Tezcan.
- İpek Bilgin como Meliha Uçar.
- Berrak Tüzünataç como Bade Uysal.
- Beyazıt Gülercan como Mümtaz Uçar.
- Burçin Terzioğlu como Azad Karaeski.
- Güray Kip como Kamil Çamlıca.
- Sarp Akkaya como Tevfik "Tefo" Zaim.
- Rıza Kocaoğlu como Temmuz Kocaoğlu.
- Bade İşçil como Şebnem Sertuna.
- Kemal Uçar como Mert Uçar.
- Utku Barış Serma como Can Atay/Can Uçar.
- Nurhan Özenen como Selma Hüner.
- Levent Can como Kaya.
- Ismail Filiz como Ömer Uçar (´97).
- Kıvanç Tatlıtuğ como Sekiz Karaeski (Ocho).
- Ufuk Bayraktar como Ramiz Karaeski (´70).
- Cahit Gök como Kenan Birkan (´70).
- Zeynep Köse como Selma Hüner (´70).
- Bengü Benian como Nükhet Özbağ.
- Atakan Yağız Savaş como Eren Karaçam.
- Hüseyin Soysalan como Hayratlı.
- Hakan Kurtaş como Can Uçar (ep. 71)
- Pınar Göktaş como Damla.

## Temporadas
| Temporada | Temporada | Episodios | Rango de episodios | Canal         | Emisión original         | Emisión original    |
| Temporada | Temporada | Episodios | Rango de episodios | Canal         | Inicio                   | Final               |
| --------- | --------- | --------- | ------------------ | ------------- | ------------------------ | ------------------- |
|           | 1         | 33        | 1 - 33             | Show TV - ATV | 28 de septiembre de 2009 | 21 de junio de 2010 |
|           | 2         | 38        | 34 - 71            | ATV           | 13 de septiembre de 2010 | 20 de junio de 2011 |

## Premios y nominaciones
| Año  | Premios                          | Categoría              | Nominado           | Resultado | Ref.  |
| ---- | -------------------------------- | ---------------------- | ------------------ | --------- | ----- |
| 2010 | Golden Butterfly Awards          | Mejor actriz           | Cansu Dere         | Ganadora  | [ 4 ] |
| 2010 | Golden Butterfly Awards          | Mejor serie            | Ezel               | Ganadora  | [ 5 ] |
| 2010 | Golden Butterfly Awards          | Mejor actor            | Kenan İmirzalıoğlu | Ganador   | [ 5 ] |
| 2010 | C21/FRAPA Format Awards          | Mejor formato de guion | Ezel               | Ganadora  | [ 6 ] |
| 2010 | C21/FRAPA Format Awards          | Mejor formato de guion | Ezel               | Ganador   | [ 6 ] |
| 2012 | Seoul International Drama Awards | Premio especial        | Ezel               | Ganadora  | [ 7 ] |
| 2012 | Seoul International Drama Awards | Mejor actor            | Kenan İmirzalıoğlu | Nominado  | [ 8 ] |
| 2012 | Seoul International Drama Awards | Mejor actriz           | Cansu Dere         | Ganadora  | [ 9 ] |
| 2012 | Seoul International Drama Awards | Mejor Programa         | Ezel               | Ganadora  | [ 4 ] |

## Adaptaciones
Armenia
En 2012, el canal Shant TV de Armenia realizó una primera adaptación titulada Անծանոթը (El extraño). En un inicio se mantuvo oculto que se trataba de una adaptación de una serie turca, esto porque se temía una mala reacción del público armenio a causa de los conflictos históricos entre Armenia y Turquía. Después de 257 episodios, la serie tuvo su fin en el año 2013.
Rusia
El día 30 de junio de 2014, el canal ruso Rossiya 1 estrenó una nueva adaptación titulada Узнай меня, если сможешь (Reconóceme si puedes).
México
En mayo de 2016 se estrenó Yago. Esta adaptación fue protagonizada por Iván Sánchez y Gabriela de la Garza.
Rumania
En septiembre de 2018, se dio a conocer que el canal rumano Pro TV adquirió los derechos para realizar una nueva adaptación. A finales de febrero de 2019 se estrenó con el título Vlad.